# Parakey
Parakey是一個由Firefox開發者布雷克·羅斯和喬·休伊特提出的基於網路的電腦使用者介面。羅斯描述它是「一個可以做作業系統任何能做到的事的網路作業系統」，其背後的想法是使圖片、影片和寫作更容易傳輸到網際網路上。
2007年7月20日，Parakey被Facebook收購，是Facebook公司的第一樁收購案。